# Челбасское сельское поселение
Челбасское сельское поселение — муниципальное образование в Каневском районе Краснодарского края России. 
В рамках административно-территориального устройства Краснодарского края ему соответствует Челбасский сельский округ.
Административный центр — станица Челбасская.

## Население
| 2010  | 2012  | 2013  | 2014  | 2015  | 2016  | 2017  |
| ----- | ----- | ----- | ----- | ----- | ----- | ----- |
| 7306  | ↘7255 | ↗7291 | ↗7336 | ↗7382 | ↗7452 | ↗7465 |
| 2018  | 2019  | 2020  | 2021  | 2023  |       |       |
| ↘7458 | ↘7416 | ↘7337 | ↘7171 | ↘7056 |       |       |

## Населённые пункты
В состав сельского поселения (сельского округа) входят 2 населённых пункта:
| № | Населённый пункт | Тип населённого пункта | Население (чел.) |
| - | ---------------- | ---------------------- | ---------------- |
| 1 | Весёлый          | посёлок                | ↘23              |
| 2 | Челбасская       | станица                | ↗7148            |